# Rhombostilbella rosae
Rhombostilbella rosae är en svampart som beskrevs av Zimm. 1902. Rhombostilbella rosae ingår i släktet Rhombostilbella, divisionen sporsäcksvampar och riket svampar.   Inga underarter finns listade i Catalogue of Life.